# 鍾離
鍾離（しょうり）は、中国にかつて存在した国名・地名。

## 歴史
鍾離は春秋時代の小国の名。のちに楚に属した。淮河の南方にあり、現在の安徽省滁州市鳳陽県一帯に相当する。鳳陽県の臨淮鎮の東に鍾離国故城遺跡がある。その周辺で発見された青銅器の刻文に「童麗君柏」と書かれており、「童麗」は「鍾離」のことと考えられている。
春秋時代の鍾離は楚と呉の境界近くにあり、紀元前518年に呉によって鍾離は滅ぼされた。『史記』の呉太伯世家・楚世家および伍子胥列伝に伝える伝説によると、もとは鍾離と隣りあう呉の村との子供（または女）同士の争いだったのが、村どうしの戦いに発展し、最後に国どうしの戦いになったという。
秦が楚を滅ぼすと、鍾離を県とした。九江郡（後漢に淮南郡と改める）に属した。東晋では鍾離郡を置き、鍾離県はその郡治となった。6世紀には鍾離の戦いが起こっている。
隋以降、鍾離郡は濠州となったが（何度か鍾離郡に戻っている）、鍾離県はそのまま残った。
洪武2年（1369年）に明により鍾離県は中立県と改称され、翌年に臨淮県と改称された。なお、濠州は短期的に臨濠府・中立府を経て鳳陽府になっている。

## 北朝の鍾離県
南北朝時代の北朝でも鍾離県が置かれた。現在の河南省南陽市唐河県にあたる。598年に洞川県に改められた。